# Ciro Galvani
Pour les articles homonymes, voir Galvani.
Ciro Galvani, né le 10 avril 1867 à Castel San Pietro Terme et mort le 29 janvier 1956 dans la même ville, est un acteur italien.

## Filmographie partielle
- 1909 : Fedra (Dramma mitologico dell'Antica Grecia) d'Oreste Gherardini
- 1910 : L'Enlèvement des Sabines (Il ratto delle Sabine) d'Ugo Falena
- 1910 : Salomé d'Ugo Falena
- 1912 : Une conspiration contre Murat (Una congiura contro Murat) de Giuseppe Petrai
- 1916 : Stefania d'Armando Brunero
- 1916 : Kean (Genio e sregolatezza) d'Armando Brunero
- 1917 : La voragine de Romolo Bacchini
- 1918 : La storia di un peccato (it) de Carmine Gallone
- 1919 : L'inviolabile de Mario Corte
- 1920 : Il castello dell'uragano de Luigi Maggi
- 1920 : L'erma biffronte d'Alberto Carlo Lolli (en)
- 1920 : Figuretta de Luigi Maggi
- 1920 : Gli strani casi di Collericcio d'Alberto Carlo Lolli
- 1920 : Nemesis (en) de Carmine Gallone
- 1921 : La mirabile visione de Luigi Caramba
- 1921 : La nave (it) de Gabriellino D'Annunzio et Mario Roncoroni
- 1922 : Marcella (it) de Carmine Gallone
- 1925 : La cavalcata ardente de Carmine Gallone
- 1932 : La Dernière Aventure (L'ultima avventura) de Mario Camerini
- 1936 : Re di denari d'Enrico Guazzoni
- 1937 : Scipion l'Africain de Carmine Gallone